# Virginia Yagüe Romo
Virginia Yagüe Romo (Madrid, 8 de gener de 1973) és una guionista, productora i escriptora espanyola. Treballa en diferents àmbits: televisió, cinema a més d'escriure novel·les. Ha participat en el guió de sèries de televisió d'àmbit històric i de màxima audiència com Amar en tiempos revueltos o La Señora. Des de juny de 2018 és Vicepresidenta Segona de CIMA. De 2014 a juny de 2018 va ser presidenta de CIMA, l'Associació de dones cineastes i de mitjans audiovisuals i vicepresidenta de DAMA (Gestió de drets d'Autor de Mitjans Audiovisuals).

## Trajectòria
Va estudiar en la Universitat Complutense de Madrid i es va diplomar en la Escola de Cinema de la Comunitat de Madrid (ECAM).
És guionista de sèries de televisió sovint en un marc històric: La Señora, 14 de abril. La República, Amar en tiempos revueltos, Arrayán o El súper. Amb freqüència les protagonistes de les seves sèries són dones decidides i amb coratge que sap imposar-se a la seva pròpia època.
En cinema destaca el seu treball en pel·lícules com Para que no me olvides (2005) en la qual va realitzar el guió amb Patricia Ferreira igual que amb Els nens salvatges (Bisnaga d'Or del Festival de Màlaga 2012). També ha participat en pel·lícules de grup com En el mundo a cada rato, Ellas son África i en el documental del Col·lectiu de Dones Cineastes Contra la Reforma de la Llei de l'Avortament Yo decido. El tren de la libertad sobre la manifestació que es va celebrar l'1 de febrer de 2014 a Madrid en contra de la modificació de la llei de l'avortament.
El 2009 va publicar El Marqués, una novel·la que narra els antecedents biogràfics del marquès de Castro, un dels personatges més populars de la sèrie de TVE, La Señora en la creació de guió de la qual va participar Yagüe.
En 2012 va assumir la vicepresidència de CIMA, l'Associació de dones cineastes i de mitjans audiovisuals, organització que va passar a presidir en 2014 substituint a Isabel de Ocampo.
En 2014 va publicar la novel·la La última princesa del Pacífico que transcorre en l'antiga colònia de les Filipines en la qual la revolució històrica de 1898 i la pèrdua de les colònies corren en paral·lel a la "revolució interna" de la seva protagonista.
És productora executiva en el Departament de Ficció de la productora Shine Ibèria, que compatibilitza amb la docència en diferents escoles i universitats on imparteix classes i seminaris de guió.

## Pel·lícules, telefilmes i documentals
- 2003 Acosada guió Virginia Yagüe i Leticia Dolera als Premis Mujeres Progresistas 2017

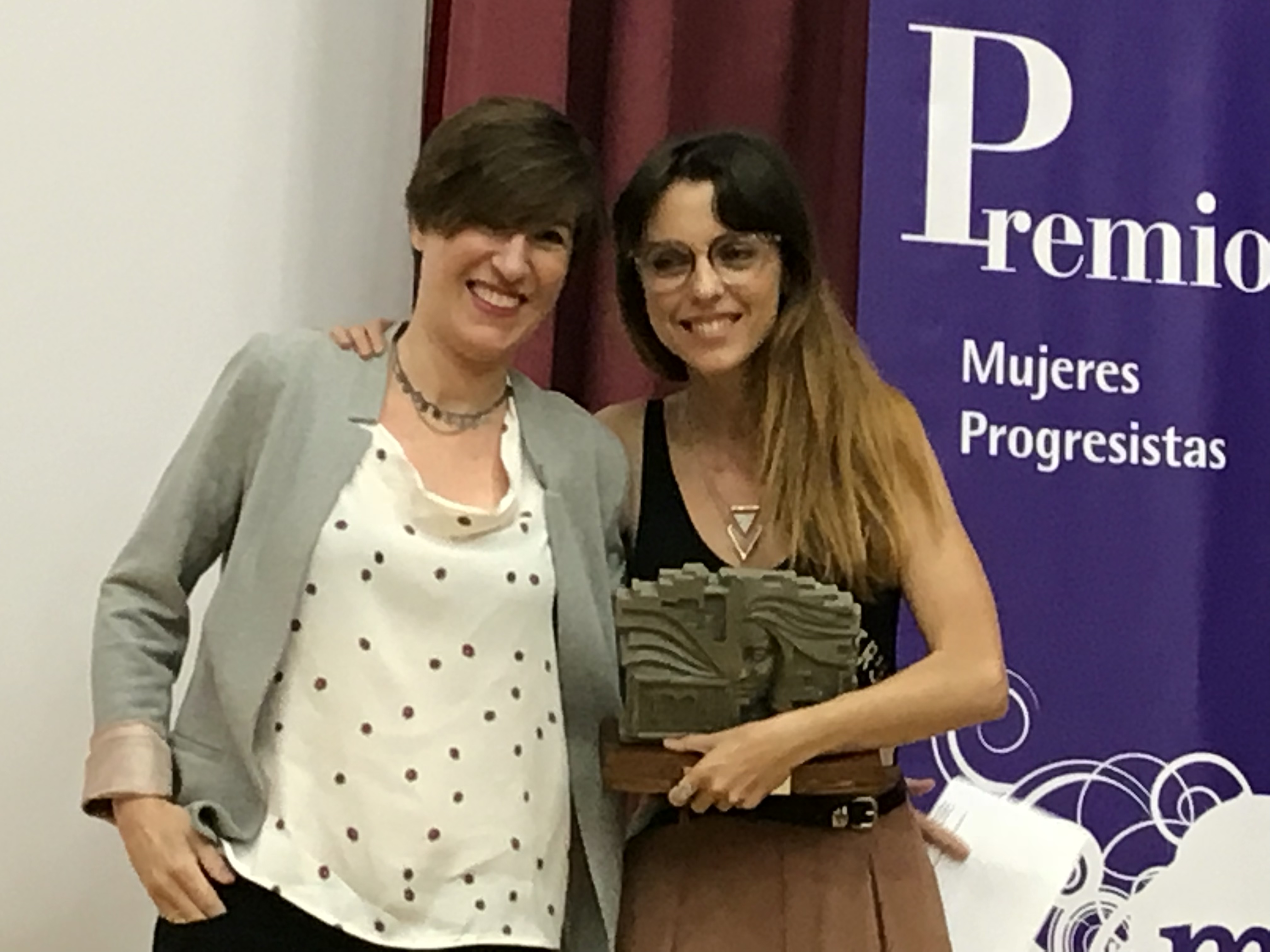
Virginia Yagüe i Leticia Dolera als Premis Mujeres Progresistas 2017

- 2004 El secreto mejor guardado guió amb Patricia Ferreira
- 2004 Cuadrilátero guió amb José Carlos Ruiz
- 2004 En el mundo a cada rato. (El secreto mejor guardado)
- 2005 Para que no me olvides guió amb Patricia Ferreira
- 2008 La señora. La mujer en los años 20. Documental
- 2012 Els nens salvatges guió amb Patricia Ferreira
- 2013 Writing Heads: Hablan los guionistas. Documental
- 2014 Yo decido. El tren de la libertad. Documental col·lectiu.
- 2014 Prim, l'assassinat del carrer del Turco guionista amb Nacho Faerna

## Sèries de televisió
- 1996 El Súper
- 2001 El secreto
- 2001 Arrayán
- 2001 Esencia de poder
- 2004 - 2005 Capital
- 2006 - 2011 Amar en tiempos revueltos
- 2008 - 2010 La Señora
- 2011 - 14 de abril. La República
- 2013 España en Series. Ep. Luchadoras

## Llibres
- 2009 El marqués. Editorial Temas de Hoy. ISBN 9788484607618
- 2014 La última princesa del pacífico. Planeta. ISBN 9788408131496